# Roc del Migdia de la Colilla
El Roc del Migdia de la Colilla és una muntanya de 1.780,5 metres del municipi de la Coma i la Pedra al Solsonès que es troba al vessant sud de la serra del Verd.